# Kościołek
Kościołek lub Kościółek (słow. Kostolík, niem. Kapelle, węg. Kápolna, 2261 m n.p.m.) – odosobniona skalista turnia w górnej części Doliny Batyżowieckiej w słowackich Tatrach Wysokich. Na południe od ścian Batyżowieckiego Szczytu z dna doliny wypiętrza się krótki i początkowo szeroki grzbiet o kierunku prostopadłym do głównej grani Tatr. Jego kulminacją jest Kościołek z niewielkimi (nieco ponad 100 m wysokości), ale stromymi ścianami od strony zachodniej i południowej. Szeroka przełęcz oddzielająca Kościołek od Batyżowieckiego Szczytu to Pasternakowa Przehyba, stanowiąca północno-zachodnią część Wyżniej Batyżowieckiej Równi. Szczyt ma dwa wierzchołki, z których wyższy jest wschodni.
Pierwsze wejścia:
- latem – Janusz Chmielowski, Jędrzej Marusarz Jarząbek, 29 lipca 1905 r.,
- zimą – Gyula A. Hefty, Siegfried Neumann, 18 lutego 1912 r.

U stóp Kościółka 4 sierpnia 1933 r. w czasie startu do stosunkowo łatwej wspinaczki zginęli jeden z najbardziej znanych taterników w historii Wiesław Stanisławski (w wieku lat 24) i towarzyszący mu początkujący wspinacz Witold Wojnar. Wypadek ten wstrząsnął ówczesnym środowiskiem taternickim, nie wyjaśniono też wszystkich jego okoliczności. Do obiegu taternickiego weszło określenie tragedia pod Kościółkiem jako jedno z niezrozumiałych i pozornie drobnych zdarzeń czy błędów, przecinających życie nawet najlepszego wspinacza.
Nazwa pochodzi od kształtu turni. W języku polskim występują dwie oboczne nazwy, Kościołek (według przewodników Chmielowskiego i Świerza oraz 25-tomowego przewodnika Witolda Henryka Paryskiego i Wielkiej encyklopedii tatrzańskiej) oraz Kościółek (według przewodników np. Józefa Nyki oraz utrwalonej potocznej wymowy).